# Passeport syrien
Vous pouvez aider à l'améliorer ou bien discuter des problèmes sur sa page de discussion.
- Il ne cite pas suffisamment ses sources. Vous pouvez indiquer les passages à sourcer avec {{référence nécessaire}} ou {{Référence souhaitée}}, et inclure les références utiles en les liant aux notes de bas de page. (Marqué depuis décembre 2019)
- La traduction doit être revue. Le contenu est difficilement compréhensible à cause d’erreurs de traduction, peut-être dues à l’utilisation d’un logiciel de traduction automatique. (Marqué depuis décembre 2019)

- Archive Wikiwix
- Bing
- Cairn
- DuckDuckGo
- E. Universalis
- Gallica
- Google
- G. Books
- G. News
- G. Scholar
- Persée
- Qwant
- (zh) Baidu
- (ru) Yandex
- (wd) trouver des œuvres sur Wikidata

Un passeport syrien est un document de voyage international pour chaque citoyen de nationalité syrienne lui permettant d'entrer dans tout pays étrangers lorsque les conditions d'entrée sont remplies. 
Les informations inscrits dans le passeport et la carte d'identité nationale sont les mêmes, en plus de ces information le passeport contient un visa pour quitter le pays, et dans certains cas, un visa pour entrer dans le pays de destination. Ce visa est obtenu à partir d'une ambassade. 

## Apparence
Le 3 juillet 2025, le président syrien Ahmed al-Charaa a dévoilé la couverture du tout nouveau passeport de la République arabe syrienne. Le passeport arbore une teinte vert foncé. En calligraphie arabe et en anglais est écrit « République arabe syrienne ». Au centre est placé l'aigle doré, nouveau symbole de la Syrie. Juste au-dessus de l'aigle, trois étoiles sont disposées en arc, en référence directe aux trois étoiles du drapeau syrien. En bas de couverture, le mot passeport est inscrit en arabe et en anglais, accompagnés du pictogramme biométrique indiquant qu'il s'agit d'un document électronique sécurisé. Par cette refonte graphique et symbolique, le nouveau gouvernement entend incarner une ère de renouveau, de stabilité et de modernisation de l'administration syrienne.

### Page d'identification
- Photo du titulaire du passeport
- Tapez (p pour passeport)
- Code postal
- Numéro de série du passeport
- Prénom et nom du titulaire du passeport
- Nom du père et nom de la mère
- Date de naissance (jj / mm / aaaa)
- Lieu de naissance (à terme seulement concernant un des 14 gouvernements)
- Sexe

## Types de passeports syriens
Sept types de passeports sont délivrés en Syrie.

### Passeport normal
Le passeport normal est accordé aux citoyens civils et délivré par le ministère de l'Intérieur et les missions diplomatiques syriennes à l'étranger,un passeport valide pour deux ans et renouvelé deux fois pour la même période jusqu’à l’expiration du délai de 6 ans. Les officiers de la défense, et les recrues ne sont pas autorisés de se déplacer plus loin sauf après mise à pied ou à la retraite.

### Passeport diplomatique
Le passeport diplomatique est mis au service des catégories suivantes et sont attribuées auprès le ministère des affaires étrangères (Département du Protocole) : 
- A -Le premier ministre.
- B -Les ministres.
- C - Le président de l'Assemblée du peuple et le vice-président.
- D- Membres du corps politique et consulaire, membres de missions de la République arabe syrienne auprès d'organisations internationales et homologues de membres du corps diplomatique.
- E- Attachés techniques de diplômes différents aux missions diplomatiques à l'étranger
- Membres de la République arabe syrienne aux principaux organes des Nations Unies, à savoir l'Assemblée générale, le Conseil de sécurité, le Conseil économique et social, le Conseil de tutelle et la Cour internationale de Justice, dans l'exercice de leurs fonctions.
- G- Titulaires de valises diplomatiques
- Anciens ministres des affaires étrangères.
- (I) Épouses, enfants mineurs et filles non mariées de membres des catégories mentionnées dans les cinq premiers points de cet article, s'ils voyagent seuls.

### Passeport spécial
Passeport spécial est mis au service des catégories suivantes et sont attribuées à partir du ministère des Affaires étrangères (Département du Protocole) : 
- (A) Gouverneurs des gouvernorats syriens.
- (B) Employés du rang de sous-secrétaire du ministère et de rang supérieur, etc.
- (C) Membres de l'Assemblée du peuple.
- Anciens Ministres.
- (E) Anciens ambassadeurs et ministres, à condition qu'ils ne soient pas démis de leurs fonctions par une décision disciplinaire.
- (F) Fonctionnaires syriens de la Ligue des États arabes considérés comme membres de missions diplomatiques lors de leurs déplacements officiels.
- Personnel administratif et administratif affecté aux missions diplomatiques et des missions de la République arabe syrienne auprès des organisations internationales.
- (H) les épouses des membres des catégories (a) et (c) et leurs enfants mineurs ;
- (I) Les épouses de membres d'autres groupes et leurs enfants mineurs voyageant en leur compagnie.

#### Passeport de mission
Passeport de mission est délivré aux catégories suivantes et délivré par le ministère des Affaires étrangères : 
- Les fonctionnaires en mission officielle à l'étranger tels que conférences, réunions, expositions et organismes internationaux autres que ceux susmentionnés, à la demande du ministre des Affaires étrangères.
- Les délégués représenteront la République arabe syrienne dans l'une des institutions spécialisées des Nations Unies.
- Épouses de membres de la catégorie (a) et leurs enfants mineurs.
- Épouses et autres enfants mineurs voyageant avec elles
- Le passeport d'une mission expire à l'achèvement de la mission et à l'arrivée du titulaire sur le territoire syrien.
- Passeport du Hadj : il est délivré aux citoyens qui souhaitent effectuer le Hadj. Il est valable pour un voyage unique et expire après avoir atteint le territoire syrien.
- Passeport maritime: il est délivré aux gens de mer et par le ministère des Transports.
- Passeport aérien : délivré au responsable du contrôle des aéronefs et délivré par le ministère des Transports (GCAA)

Le gouvernement syrien délivre également deux types de documents de voyage :
1. Document de voyage spécial pour les réfugiés palestiniens: délivré aux Palestiniens déplacés en Syrie pendant la guerre de 1948 et délivré par le ministère de l'Intérieur (Département de l'immigration et des passeports) et les missions diplomatiques syriennes à l'étranger.
2. Document de transit: Une demande pour les citoyens et les titulaires du document de réfugié palestinien.

## Pays autorisant l'entrée des détenteurs de passeports syriens sans visa
Les citoyens syriens sont autorisés à entrer librement et sans visa dans les pays suivants sur le principe de la réciprocité ou parce que certains de ces pays n'imposent pas de réglementation pour obtenir un visa pour entrer sur son territoire :
- Jordanie [2]
- Égypte (un visa a été imposé depuis 2015 et nécessite une autorisation de sécurité, et souvent les Syriens n'ont pas de visa pour entrer en Égypte)
- Soudan[3]
- Algérie (les ressortissants syriens sont dispensés de visa s'ils ne restent pas plus de 3 mois)[4]
- Yémen (visa valable 3 mois gratuits à l'arrivée)[5]
- Iran
- Venezuela
- Malaisie (les ressortissants syriens sont dispensés de visa s'ils ne restent pas plus de 30 jours)[6]
- Maldives (un visa de 30 jours est accordé à tous les pays s'ils possèdent un passeport en cours de validité et une carte de retour avec frais de logement)[7]
- Kosovo (le Kosovo ne demande pas encore de système de visa et ceux qui sont titulaires d'un passeport et d'une carte de retour avec frais de résidence et expliquent les raisons de leur visite peuvent y entrer)[8].

Selon Passport Index (2023), les citoyens syriens ne peuvent entrer que dans 7 pays sans visa :
- Dominique
- Haïti
- Iran
- Malaisie
- Micronésie
- Palestine
- Suriname

33 autres pays sont disponibles pour l'entrée avec un visa à l'arrivée.

## Comment obtenir un passeport syrien
Un passeport normal est attribué au citoyen syrien après avoir adressé une demande écrite au service de l'immigration et des passeports ou à l'une de ses antennes dans les gouvernorats ou à l'une des ambassades syriennes dans le monde. Le demandeur doit également payer les frais de timbre lorsqu'il postule.

## Validité et renouvellement du passeport syrien
Un citoyen syrien reçoit un passeport régulier et valide pendant 6 ans, mais si le demandeur d'un passeport syrien est un homme âgé de plus de 18 ans et qui n'a pas mis fin au service de l'armée, son passeport n'est valable que pour deux ans. Un mineur de 18 ans peut avoir un visa de sortie d'un an, en présence de son père, son oncle ou son grand-père.
Le passeport syrien ne peut être prolongé que deux fois et ensuite il doit être renouvelé. C'est l'ambassade syrienne à l'étranger ou le ministère de l'Immigration et des passeports dans une ville syrienne qui le prolonge en mettant une étiquette sur la page de renouvellement, y apportant le sceau et la signature. Cette étiquette comprend la date de prorogation, la nouvelle date de validité et le numéro de passeport.

## Mesures de sécurité du passeport syrien
Comme d'autres passeports délivrés par les gouvernements du monde entier, le passeport syrien est conçu en fonctions de plusieurs mesures de sécurité qui empêchent la fraude. Ceux-ci comprennent : 
- Papier spécial avec filigrane.
- Il est difficile d'imprimer des lignes fines sur chaque page de passeport pour une image différente.
- L'encre invisible sur toutes les pages du passeport, qui n'apparaît qu'en lumière ultraviolette.
- Il contient deux lignes de codes lisibles par ordinateur (MRZ) sur la première page avec des codes de vérification.
- Contenant le nombre national de Syriens qui ont un numéro national et comparant ainsi ce nombre à l'identité syrienne en cas de besoin.
- Le papier comporte des trous sous la forme d'un numéro de passeport sur toutes les pages du passeport.